# NGC 7640
NGC 7640 este o galaxie situată în constelația Andromeda. A fost descoperită în 17 octombrie 1786 de către William Herschel. Se află la o distanță de 8,43 megaparseci de Pământ.